# Herbert Clarke
Herbert Clarke, född 1879 i Lambeth, död 5 september 1956 i Wandsworth, var en brittisk vinteridrottare som var aktiv inom konståkning under 1920-talet. Han medverkade vid olympiska vinterspelen 1924 i singel herrar, han kom på tionde plats.  Vid Olympiska vinterspelen 1928 var han domare i konståkning.